# Кашпоінт Арена
«Кашпоінт Арена» (нім. Cashpoint-Arena) — футбольний стадіон у місті Альтах, Австрія, домашня арена ФК «Альтах». 

## Історія
Стадіон відкритий у 1990 році як «Шнабельгольц». 1998 року головна трибуна арени повністю покрита дахом. У 2004 році встановлено систему освітлення, а 2005 року облаштовано VIP-зону. У 2007 році, у зв'язку із виходом «Альтаха» до Бундесліги, розпочалася капітальна реконструкція арени, оскільки вона не відповідала вимогам ліги. Того ж року стадіон перейменовано на «Кашпоінт Арена» за іменем спонсора реконструкції. Реконструкцію завершено 2008 року, у результаті чого стадіон був приведений до вимог ліги та став сучасною футбольною ареною. Місткість чотирьох трибун, дві з яких накриті дахом, становить 8 500 глядачів. Із сезону чемпіонату 2015—2016 років для проведення матчів Бундесліги є наявність на арені системи підігріву поля. Тому в 2016 році було здійснено реконструкцію арени, у ході якої встановлено систему підігріву поля, оновлено систему освітлення, а також переплановано розташування глядацьких місць на трибунах.